# Onesia gonidecoides
Onesia gonidecoides är en tvåvingeart som beskrevs av Hiromu Kurahashi 1982. Onesia gonidecoides ingår i släktet Onesia och familjen spyflugor. Inga underarter finns listade i Catalogue of Life.